# Мармон-Херрингтон (бронеавтомобиль)
Мармон-Херрингтон — серия бронеавтомобилей, производившихся в Южной Африке и принятых на вооружение британской армии во время Второй мировой войны. 
Боевая машина использовалась частями Британского содружества в североафриканской кампании, королевской голландской ост-индской армией во время операции в Голландской Ост-Индии и войны за независимость Индонезии, подразделениями Трансиордании и Израиля в арабо-израильской войне 1948 года и национальной гвардией Кипра во время турецкого вторжения на Кипр в 1974 году, а также другими воинскими формированиями в различных войнах и локальных конфликтах.

## Разработка
В 1938 году власти Южно-Африканского Союза начали финансировать разработку нового броневика для Сил обороны Союза. Начало Второй мировой войны привело к созданию автомобиля на базе 3-тонного грузовика Ford. Поскольку в Южной Африке тогда не было развитой автомобильной промышленности, многие компоненты автомобиля приходилось импортировать. Компоненты шасси были закуплены у компании Ford Canada и оснащены полным приводом производства американской фирмы Marmon-Herrington (отсюда и название). Вооружение (за исключением американского пулемета Браунинг) было британского производства, а броня была изготовлена южноафриканской металлургической корпорацией ISCOR. Окончательную сборку машин выполнял местный филиал компании Dorman Long. Некоторые из этих машин были произведены по заказу Бронетанковых подразделений RAF, но заказчик никогда не использовал их, применяя бронеавтомобили Rolls-Royce и другие типы.

## Использование
Первая модификация, «South African Reconnaissance Vehicle» Mk I, поступила на вооружение в 1940 году. Она использовала четырехколёсное шасси с длинной колёсной базой и приводом только на одну ось. Машина была вооружена двумя пулемётами «Виккерс»: один в цилиндрической башне, другой в левом борту корпуса. В задней части корпуса имелись две большие двери. Бронеавтомобиль участвовал в боевых действиях против итальянских войск в Североафриканской кампании, а затем был переведён в учебные подразделения.
У Mk II была более короткая колёсная база, чем у Mk I, и полный привод за счёт использования комплекта от Marmon-Herrington, который предлагал передний ведущий мост. В британской армии он был известен как «бронеавтомобиль Marmon-Herrington Mk II». Производство Mk I продолжалось до конца 1940 года, пока не была решена проблема поставок запчастей из США. Mk II, оснащённая противотанковым ружьем Boys и спаренным ручным пулемётом Bren  обозначалась как «Ближневосточная модель» (Mk II ME). Эти машины находились в войсках Содружества во время Североафриканской кампании. Mk II, предназначенные для размещения к югу от Сахары, были вооружены спаренными пулеметами «Виккерс» и носили обозначение Mk II MFF.
Marmon-Herrington участвовал в масштабных боях в Северной Африке, будучи единственным бронеавтомобилем, доступным дивизиям Содружества в достаточном количестве, и имел репутацию надёжной, хотя и несколько лёгкой и слабовооруженной машины. Машины использовались в 4-м и 6-м бронеавтомобильных полках южноафриканской армии, а также в 3-м и 7-м разведывательных батальонах. Поскольку во время боёв в пустыне было захвачено большое количество немецкого, французского и итальянского оружия, войска союзников начали модифицировать свои Mk II, используя противотанковые пушки Breda Model 35, 3.7 cm Pak 36 и 2.8 cm sPzB 41. Так как башня не позволяла использовать более крупное вооружение, её просто снимали, а для защиты членов экипажа применяли орудийные щиты. Помимо этих машин, используемых для разведки, Marmon-Herrington применялся также в качестве мобильных командных пунктов, военных машин скорой помощи, эвакуационных машин и средств связи Королевских ВВС.
Mk III получил более толстое бронирование и компактный корпус с более короткой колёсной базой. Более 2000 Mk III были экспортированы до прекращения производства в середине 1942 года. Некоторые из них были отправлены в Королевскую голландскую ост-индскую армию и использовались во время операции в Голландской Ост-Индии. Голландцы приняли на вооружение модификацию со спаренными пулеметами «Виккерс» и «Брен»; в KNIL они получили обозначение «Zuid-Afrikaanse pancerautos» и продолжали использоваться во время войны за независимость Индонезии. Некоторые из них были захвачены вторгшимися японскими войсками в марте 1942 года.
В марте 1943 года в производство поступил полностью переработанный Mk IV/Mk IVF. Это был бронеавтомобиль с задним расположением двигателя и башенной 2-фунтовой пушкой QF 2 pounder. В башне был размещён также спаренный пулемет Браунинг калибра 7,62 мм в качестве стандартного вооружения. Из-за неспособности Marmon-Herrington поставить достаточное количество трансмиссий, южноафриканские производители в некоторых моделях использовали трансмиссию канадского Ford F60L. Эта модификация получила обозначение Mk IVF. Были разработаны дальнейшие версии, но они так и не вышли за рамки прототипа. К тому времени Североафриканская кампания уже закончилась, а гористая местность Итальянской кампании не подходила для броневиков. К тому же в конце 1943 года армии Великобритании и Содружества получали достаточно бронеавтомобилей из других источников.
Всего было выпущено 5746 бронеавтомобилей Marmon-Herrington. Часть из них использовались южноафриканскими подразделениями, а остальные применялись британскими войсками, Британской индийской армией, новозеландской и  греческой армиями, силами Свободной Франции , польской и бельгийской армиями, а также Королевской голландской ост-индской армией. После Второй мировой войны некоторые из них были переданы Трансиордании и участвовали в составе Арабского легиона в Арабо-израильской войне 1948 года. Трофейные иорданские и египетские Marmon-Herrington Mk IV использовались в Армии обороны Израиля. Mk IVF участвовал в боевых действиях в июле – августе 1974 года, во время турецкого вторжения на Кипр, когда он использовался кипрской национальной гвардией. В греческой армии Marmon-Herrington находился на островах в Эгейском море вплоть до 1990-х годов.

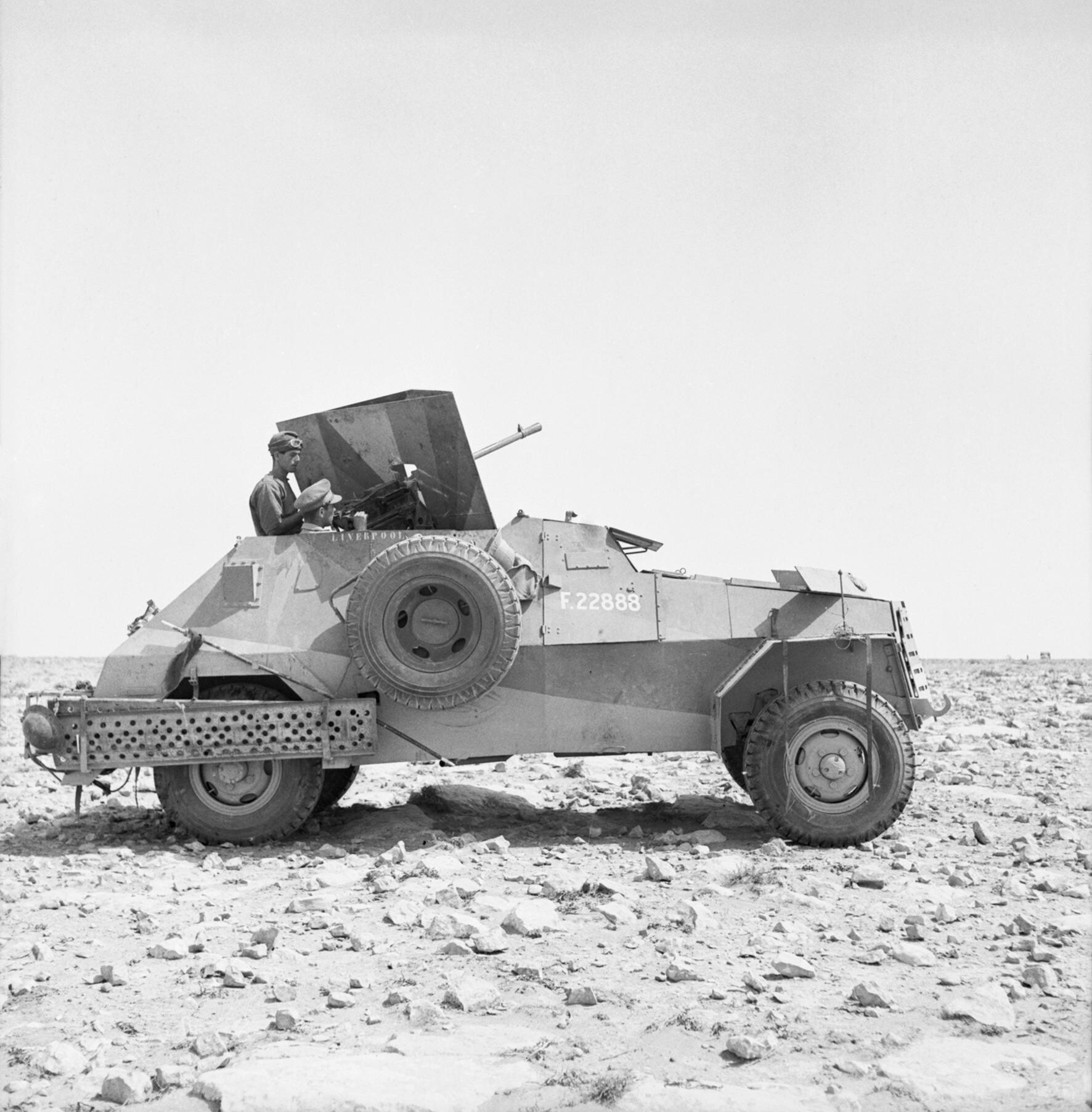
Mk II с итальянской 20-мм пушкой Breda в районе Тобрука 8 мая 1941 г.
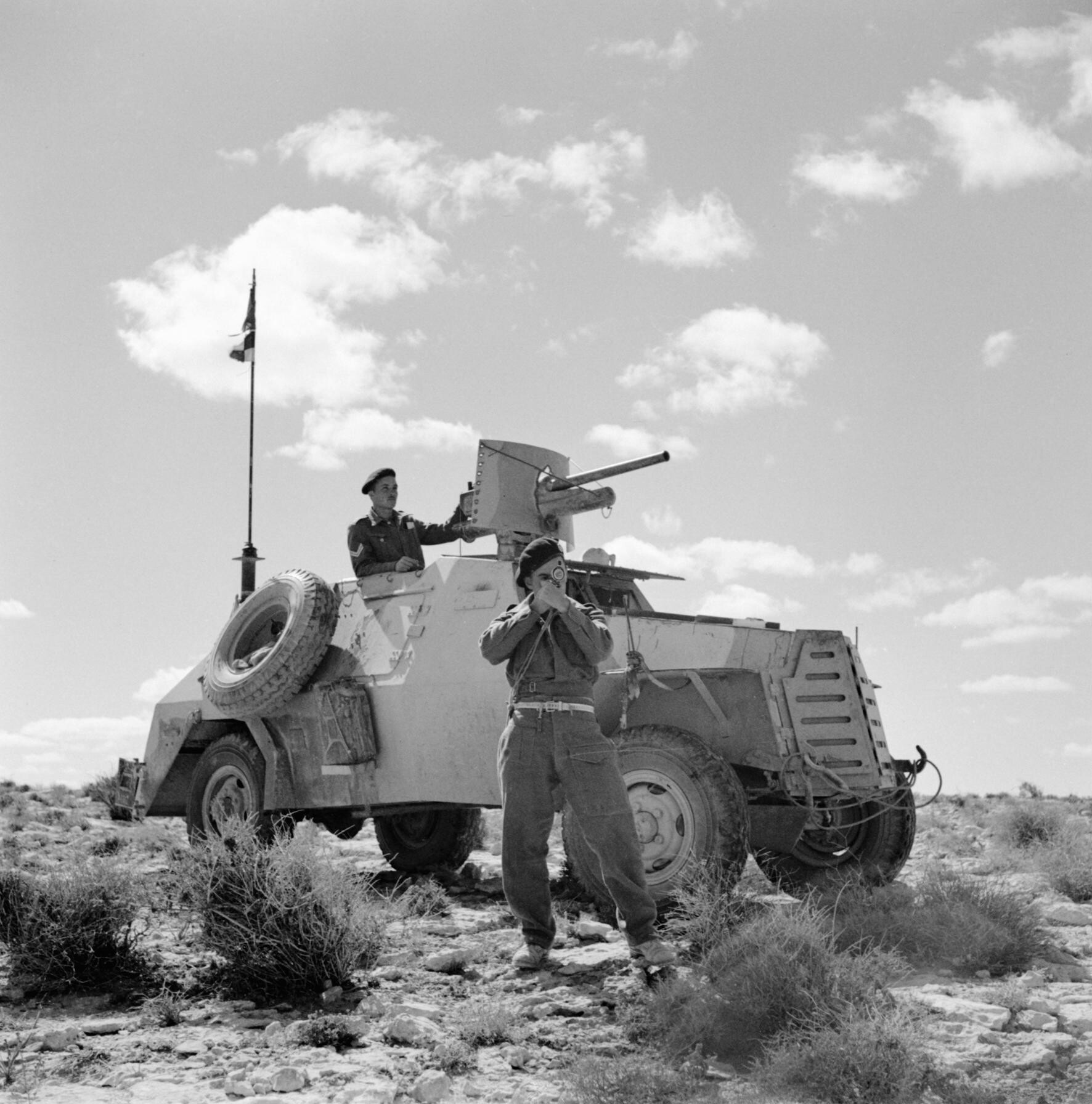
Южноафриканский Marmon-Herrington
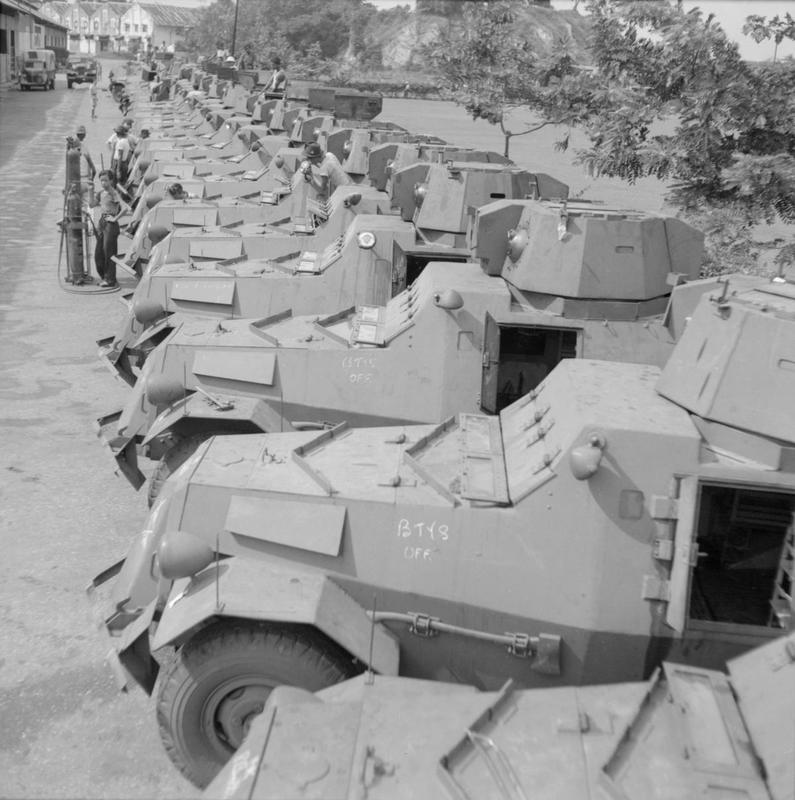
Британские Marmon-Herrington в Сингапуре, декабрь 1941 г.
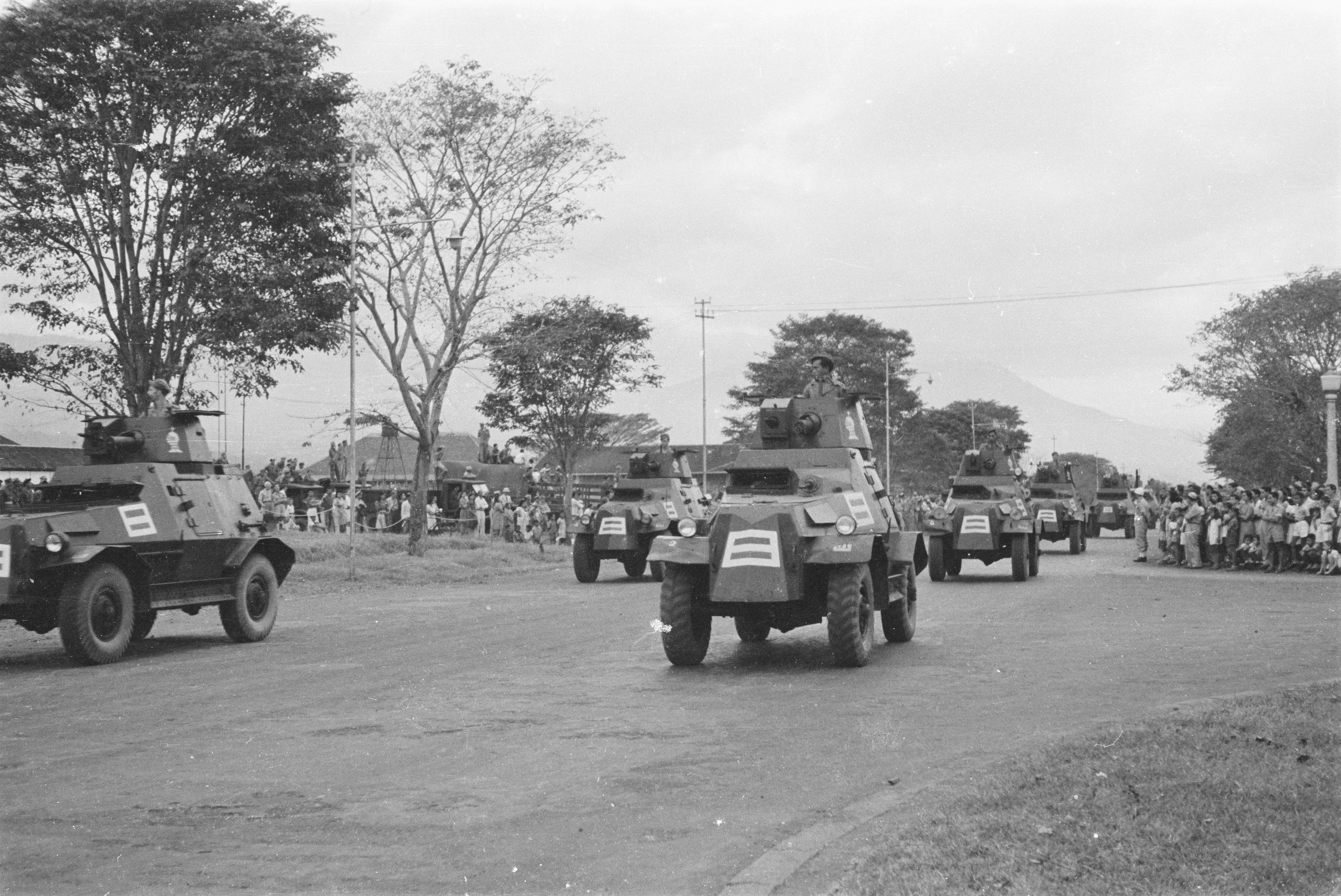
Marmon-Herrington из состава Королевской голландской Ост-Индской армии на параде в Бандунге, 1947 г.

## Описание конструкции
Мармон-Херрингтон был построен на шасси грузовика Ford F60L. Начиная с Mk II на машинах (за исключением Mk IVF) использовался полноприводный комплект фирмы Marmon-Herrington. Модели Mk I, Mk II и Mk III использовали классическую схему с передним расположением двигателя. В модели Mk IV двигатель был расположен сзади. Толщина брони составляла 6-12 мм. Экипаж состоял из 4 человек: водитель, командир-радист и 2 стрелка (в Mk IV они обслуживали пушку QF 2 pounder в башне).
Вооружение в версии Mk I состояло из 2 пулеметов Vickers, в Mk II и Mk III было либо аналогичным, либо состояло из противотанкового ружья Boys и пулемета Bren. Были модели также со спаренными пулеметами Bren и Vikkers. В Mk IV  в качестве вооружения использовалась пушка QF2 pounder, в моделях позднего выпуска со спаренным пулеметом Browning в башне.  В Mk II и Mk III на башне мог устанавливаться зенитный пулемет Vickers или Bren, в  Mk IV зенитный пулемет Browning .
На бронеавтомобиле был установлен двигатель Ford V8 мощностью 95 лошадиных сил. Скорость хода была 50 миль в час (80 км/ч). Запас хода по шоссе составлял 200 миль (322 км.).

### Модификации
- Mk I (1940 г.) - не являлся полноприводным, вооружен двумя пулеметами Vickers, один в цилиндрической башне, другой в левой части корпуса. Построено 113 единиц[5].
- Mk II (1941 г.) - имел удлиненное шасси, использовал полный привод. Ранние машины имели то же вооружение, что и Mk I. Поздние серийные машины получили восьмиугольную башню с противотанковым ружьем Boys и пулеметом Bren. Имелись шкворневые крепления для пулеметов Vickers и Bren (последний использовался редко). Корпус на ранних машинах был клепаным, а на поздних — сварным. Построено 887 единиц[7].
- Mk III (1941 г.) - аналогичен Mk II позднего выпуска, с более короткой колесной базой. Автомобили позднего выпуска имели одну заднюю дверь, не имели решетки радиатора и крышек фар. Построено 2630 единиц[14].
- Mk IV (1943 г.): Mk IV представлял собой полностью переработанную машину, хотя она по-прежнему базировалась на том же двигателе и компонентах Marmon-Herrington. Расположенный сзади двигатель и трансмиссия крепились болтами непосредственно к сварному корпусу. Броневая защита по-прежнему оставалась тонкой: всего 12 мм спереди и 6 мм в остальных местах. В двухместной башне устанавливалась противотанковая пушка QF 2 pounder. В конструкции не использовалась танковая маска орудия, поскольку башня не выдерживала нагрузки от ее установки. Автомобили позднего выпуска имели спаренный пулемет Browning. На крыше башни устанавливался зенитный пулемет «Виккерс» или «Браунинг». Выпущено 1029 единиц[12].
  - Mk IVF (1943 г.) - из-за трудностей с получением комплекта Marmon-Herrington, была выпущена модификация основанная на канадском Ford F60L[англ.]. Шасси полноприводного 3-тонного грузовика было использовано для выполнения британского заказа на 1200 автомобилей[8].
- Mk V (1942 г.)

Mk V представлял собой 8-колесную машину, построенную в ответ на сообщения о немецких 8-колесных броневиках (Schwerer Panzerspähwagen) . Привод был от двух 6-цилиндровых двигателей Albion, приводивших в движение только две средние оси. Прототип имел плохие характеристики в условиях пустыни и был переоборудован с расположением обоих двигателей сзади. Несмотря на хорошую броню, он имел массу 16 тонн и недостаточную скорость, поэтому проект был закрыт. Это была очень большая машина, вооруженная 6-фунтовой пушкой. Был построен только один прототип.
- Mk VI (1943 г.)

Mk VI был также 8-колесной машиной. Он оснащался двумя двигателями Mercury V8 с полным приводом на передние и задние колеса. Было построено два прототипа: один с 2-фунтовой пушкой, другой с 6-фунтовой пушкой в трехместной башне с открытым верхом, электроприводом поворота и рациональным бронированием от 10 до 30 мм. Дополнительное вооружение состояло из 2 или 3 пулеметов. Версия с двухфунтовой пушкой была отправлена в Великобританию для оценки, но трансмиссия машины оказалась ненадежной из-за отказа нескольких осей. Одна 2-фунтовая версия сейчас находится в Танковом музее Бовингтона, другая в Южной Африке.

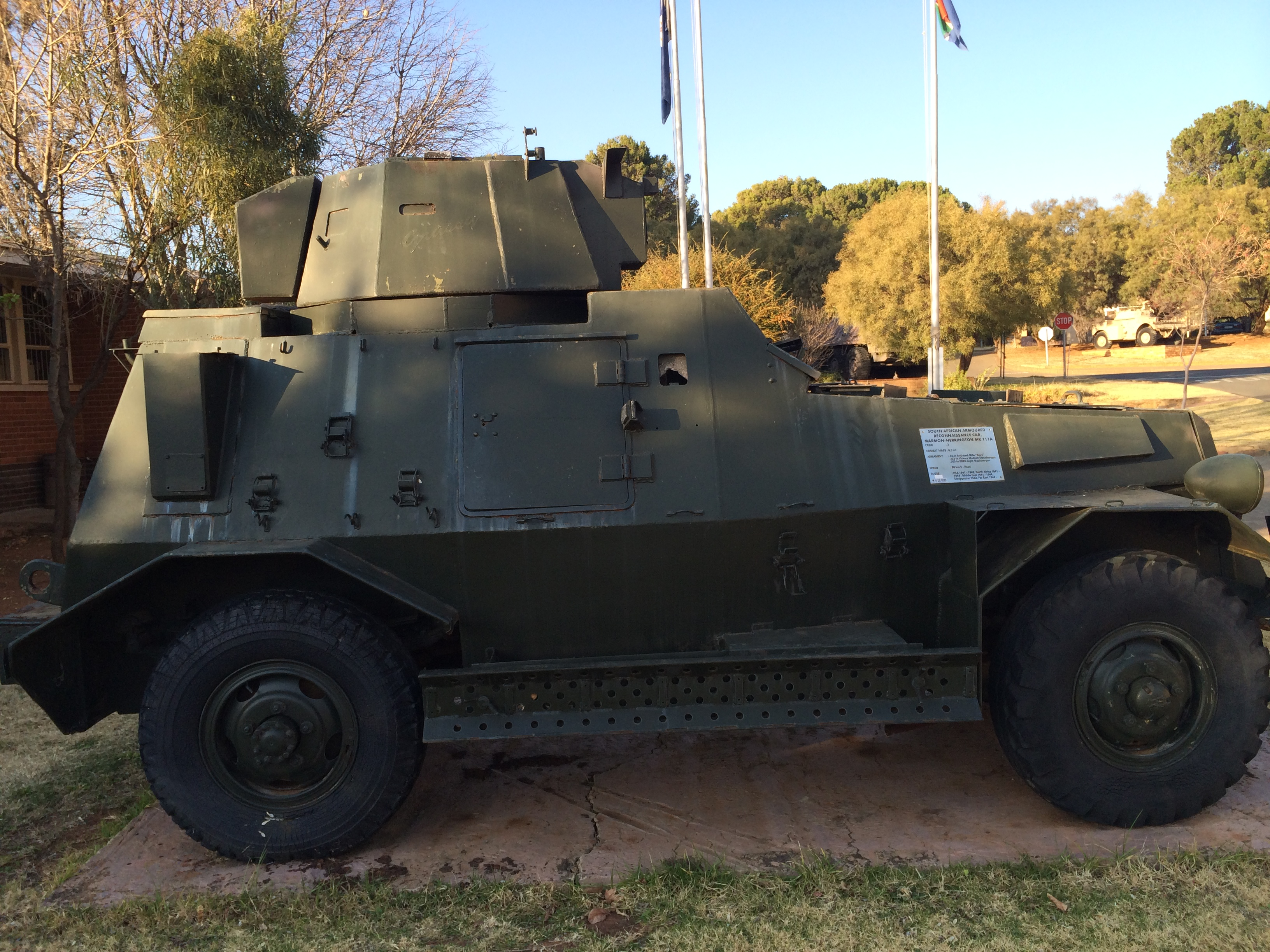
Marmon-Herrington Mk I в Южноафриканском музее военной истории.
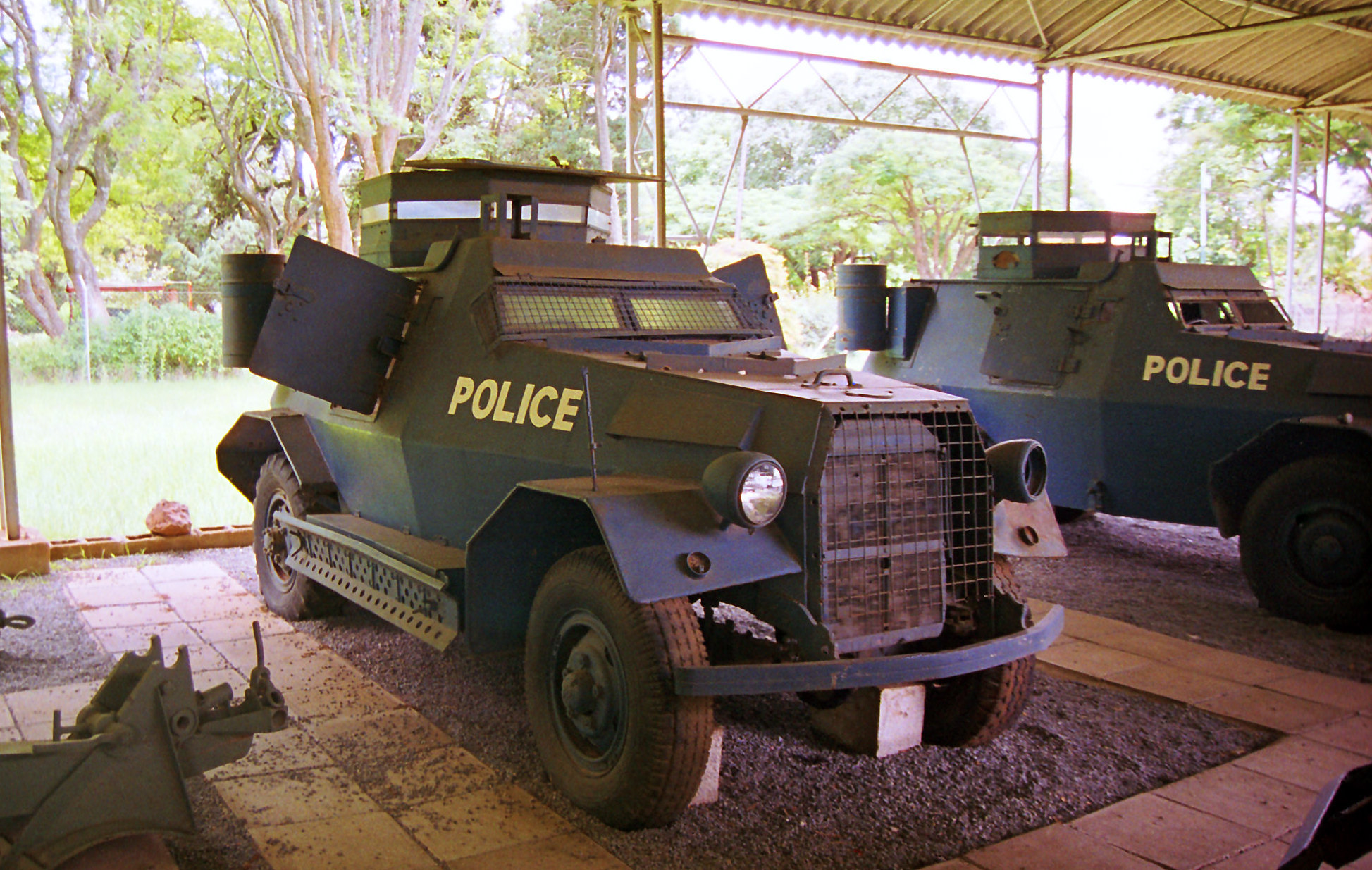
Бронеавтомобиль Marmon-Herrington Mk III полиции Южной Родезии в Зимбабвийском военном музее, Гверу.
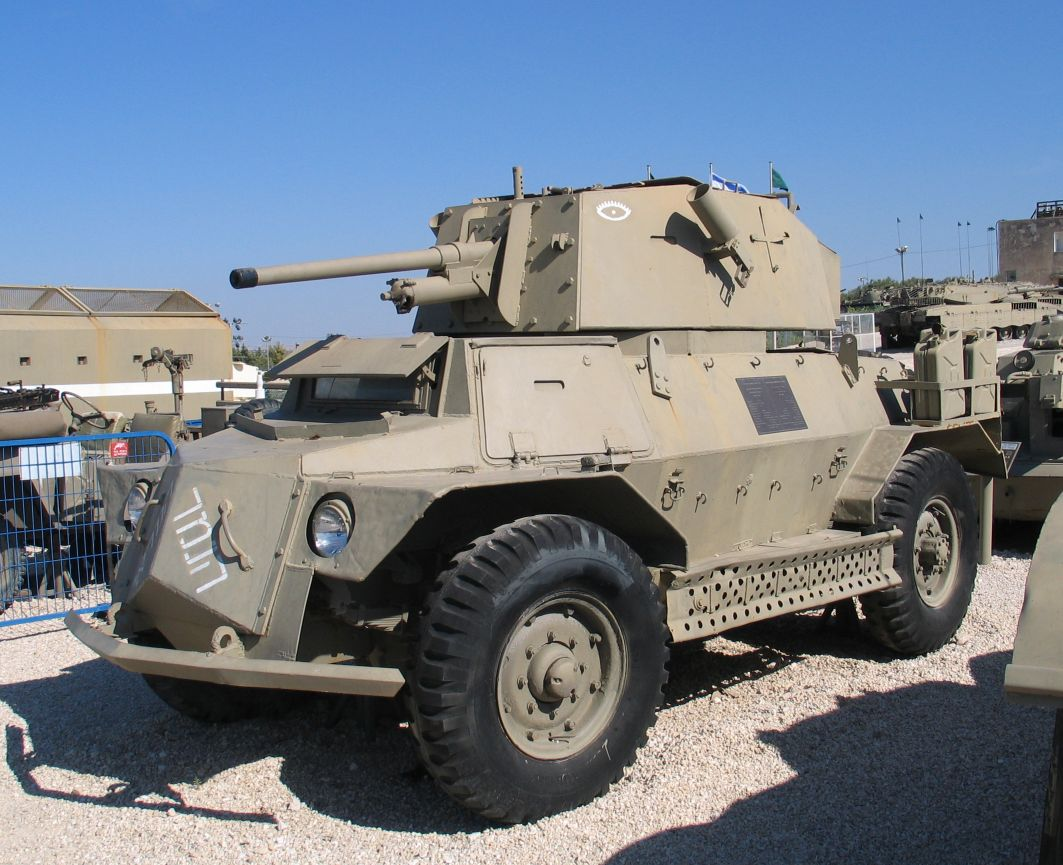
Marmon-Herrington Mk IVF в музее бронетанковых войск Израиля.
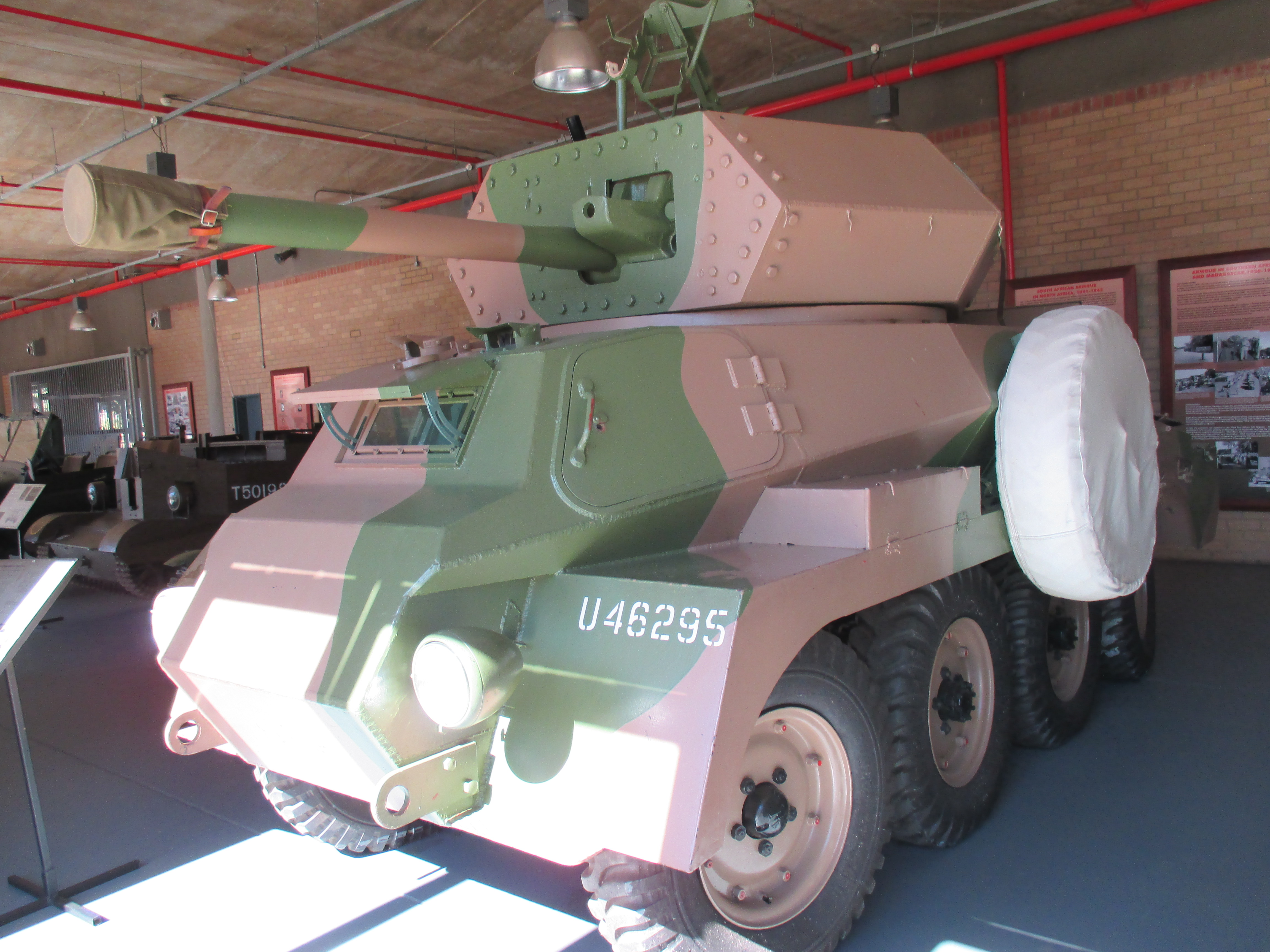
Прототип Mk VI в Южноафриканском музее военной истории

## Состоял на вооружении
- Кипр — Использовался Mk IVF в Национальной гвардии Кипра во время турецкого вторжения на Кипр в 1974 году[11].
- Королевство Египет — Египетская армия: Использовался Mk IV[15].
- Франция — Свободная Франция: Использовался Mk III. Некоторые машины были модифицированы для установки 25-мм противотанковой пушки Гочкиса[16].
- Греция — Греческая армия: Использовался Mk IVF[17].
- Британская Индия — Британская индийская армия: Использовался Мк III[18].
- Индонезия — Национальная армия Индонезии: Использовался Mk III. Захвачен со складов Императорской армии Японии. Применялся во время войны за независимость Индонезии, в частности в битве при Сурабае[19].
- Италия — Королевская итальянская армия: эксплуатировала трофейную технику во время Североафриканской кампании[20].
- Японская империя — Императорская армия Японии: использовала машины, захваченные во время Малайской операции и операции в Голландской Ост-Индии .[18] Некоторые из этих машин были переданы в Индийскую национальную армию[21].
- Британская Кения — Кенийский бронетанковый полк[22].
- Голландская Ост-Индия — Королевская голландская ост-индская армия: Использовался Mk III[18].
- Польша — 2-я танковая бригада[англ.]: Использовался Mk II[22].
- Родезия — Полиция Южной Родезии: Использовался Мк III. Выведены из эксплуатации в 1972 году[23].
- Южно-Африканский Союз — Южноафриканский бронетанковый корпус[1].
- Сирия — Сирийская армия: Использовался Mk IVF[15].
- Трансиордания — Арабский легион: Использовался Мк IVF[18].
- Великобритания — 1-й гвардейский драгунский полк: 80 единиц были на вооружении во время осады Тобрука[22].
- Израиль — Армия обороны Израиля: Использовались трофейные иорданские и египетские Mk IVF [24].